# روبرتو پندیچینی
روبرتو پندیچینی (انگلیسی: Roberto Pedicini؛ زادهٔ ۱۸ ژانویهٔ ۱۹۶۲) بازیگر، صداپیشه، مدیر دوبلاژ و مربی بازیگری اهل ایتالیا است.
از فیلم‌ها یا برنامه‌های تلویزیونی که وی در آن نقش داشته‌است، می‌توان به تا دم مرگ و پرس و جو اشاره کرد.